# Centrale Financiën Instellingen
De uitvoeringsorganisatie CFI was een zelfstandig bedrijfsonderdeel van het Nederlandse Ministerie van Onderwijs, Cultuur en Wetenschap (OCW) dat zorgde voor bekostiging van de onderwijsinstellingen en informatievoorziening en toezag op de rechtmatigheid van de toekenning van gelden aan onderwijs- en onderzoeksinstellingen. 

## Geschiedenis
De CFI is in 1992 opgericht als bekostigingsorganisatie (BKO) in opdracht van minister Jo Ritzen met het doel beleid en  uitvoering te scheiden. De BKO werd verantwoordelijk voor de uitvoering van besluiten van het ministerie. De organisatie werd gevestigd in Zoetermeer en kreeg hetzelfde jaar nog de naam CFI. Deze naam werd gebaseerd op de drie directies: Concern, Financiën en Infra, maar werd later de afkorting voor Centrale Financiën Instellingen. In 1996 kreeg CFI de status van agentschap. De organisatie was daardoor niet langer een zelfstandige hoofddirectie binnen het ministerie. 
Bij de verhuizing van het Ministerie van OCW naar Den Haag in 2003 bleef de CFI achter in Zoetermeer. 
In 2010 is de CFI gefuseerd met de Informatie Beheer Groep tot de Dienst Uitvoering Onderwijs.